# Muntanya Damavand

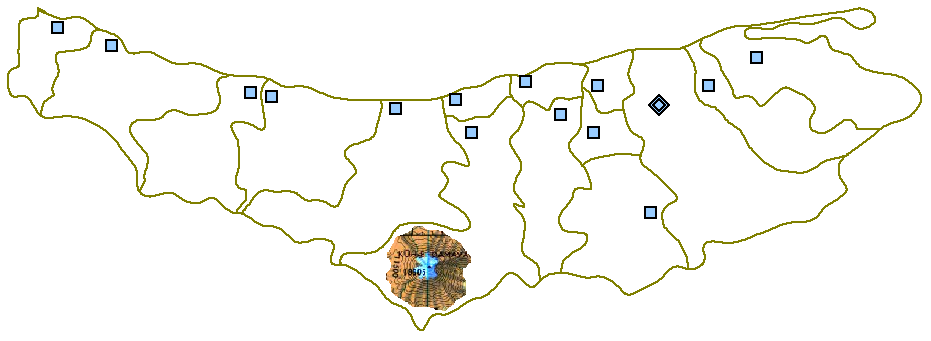
Situació dins el Mazanderan i el comtat d'Amol

La muntanya Damavand (persa: دماوند) és una muntanya volcànica de l'Iran al districte de Laridjan, dins el comtat d'Amol, província de Mazanderan. Forma part de les muntanyes Elburz. Es troba a uns 80 km al sud de la costa de la mar Càspia. Al sud-oest, hi ha la ciutat de Damavand. La seva altitud és de 5.610 metres, cosa que el converteix en el punt més alt de l'Orient Mitjà i el volcà més alt de tot Àsia. Com a tal no té activitat; al cim, hi ha algunes fumeres que treuen sofre. L'accés és possible a través d'almenys 16 rutes conegudes, algunes molt difícils, en les quals cal escalar la roca. La ruta més popular és la del sud, amb el camp Bargah Sevom a 4.220 metres. La més llarga és la del nord-est, que s'inicia al llogaret de Nāndal. La ruta de l'oest és famosa per la posta de sol. La cascada glaçada d'Ābshār Yakhī es troba en aquesta muntanya a 5.100 metres.
Bikni és, suposadament, el nom assiri de la muntanya Damavand. El 715 aC, el rei Sargon diu que va subjectar els medes fins a la muntanya Bikni. Però el primer que diu que hi va estar fou Assarhaddon el 673 aC, que en una inscripció declara que va anar fins a la terra de Patušarra, districte al límit del desert de la sal, a la terra dels medes llunyans, limitada per la muntanya Bikni (muntanya del Lapislàtzuli), la qual cap dels seus antecessors havia trepitjat, i havia deportat a Assíria grups de població dirigits per "els venerats ḫazanu (caps)” Sidirparna i Eparna, amb els seus cavalls, camells i ramats. Bikni s'hauria d'identificar amb Damāvand; el desert de sal és el Dašt-e Kavīr; Patušarra (antic persa: Pātišuvari, elamita: Pattišmarriš, persa mitjà: Padišxwārgar, grec: Choarene) estava a l'est de Māzandarān; Partakka (grec: Paraitakene, llatí: Paraetacene en Plini el Vell), esmentada en la inscripció, seria la moderna Esfahan; Uraka-Zabarna seria Hircània, modern Gorgān, on hi hauria la ciutat esmentada com a Partukka. El regne de l'escita Bartatua (que va demanar la mà d'una princesa assíria i l'aliança amb l'imperi) no ha estat localitzat, però estaria més aviat cap al nord d'Elam o el país cassita.